# پیترو گروسو
پیترو جروسو (به ایتالیایی: Pietro Grosso) بازیکن فوتبال اهل ایتالیا است که از سال ۱۹۵۱ میلادی عضو تیم ملی فوتبال ایتالیا بوده و در ۳ بازی ملی حضور داشته‌است. او در بازی‌های ملی‌اش گلی به ثمر نرساند.
پیترو گروسو آخرین بازی ملی خود را در سال ۱۹۵۳ میلادی انجام داد.